# Magyarsarlós, Baranya
Magyarsarlós este un sat în districtul Pécs, județul Baranya, Ungaria, având o populație de 297 de locuitori (2011). 

## Demografie
Componența etnică a satului Magyarsarlós
     Maghiari (80,73%)
     Croați (10,94%)
     Germani (8,33%)
Componența confesională a satului Magyarsarlós
     Romano-catolici (30,3%)
     Fără religie (13,8%)
     Reformați (2,36%)
     Necunoscută (53,54%)
Conform recensământului din 2011, satul Magyarsarlós avea 297 de locuitori. Din punct de vedere etnic, majoritatea locuitorilor (80,73%) erau maghiari, existând și minorități de croați (10,94%) și germani (8,33%). Nu există o religie majoritară, locuitorii fiind romano-catolici (30,3%), persoane fără religie (13,8%) și reformați (2,36%). Pentru 53,54% din locuitori nu este cunoscută apartenența confesională.